# عقاب (سرزمین میانه)

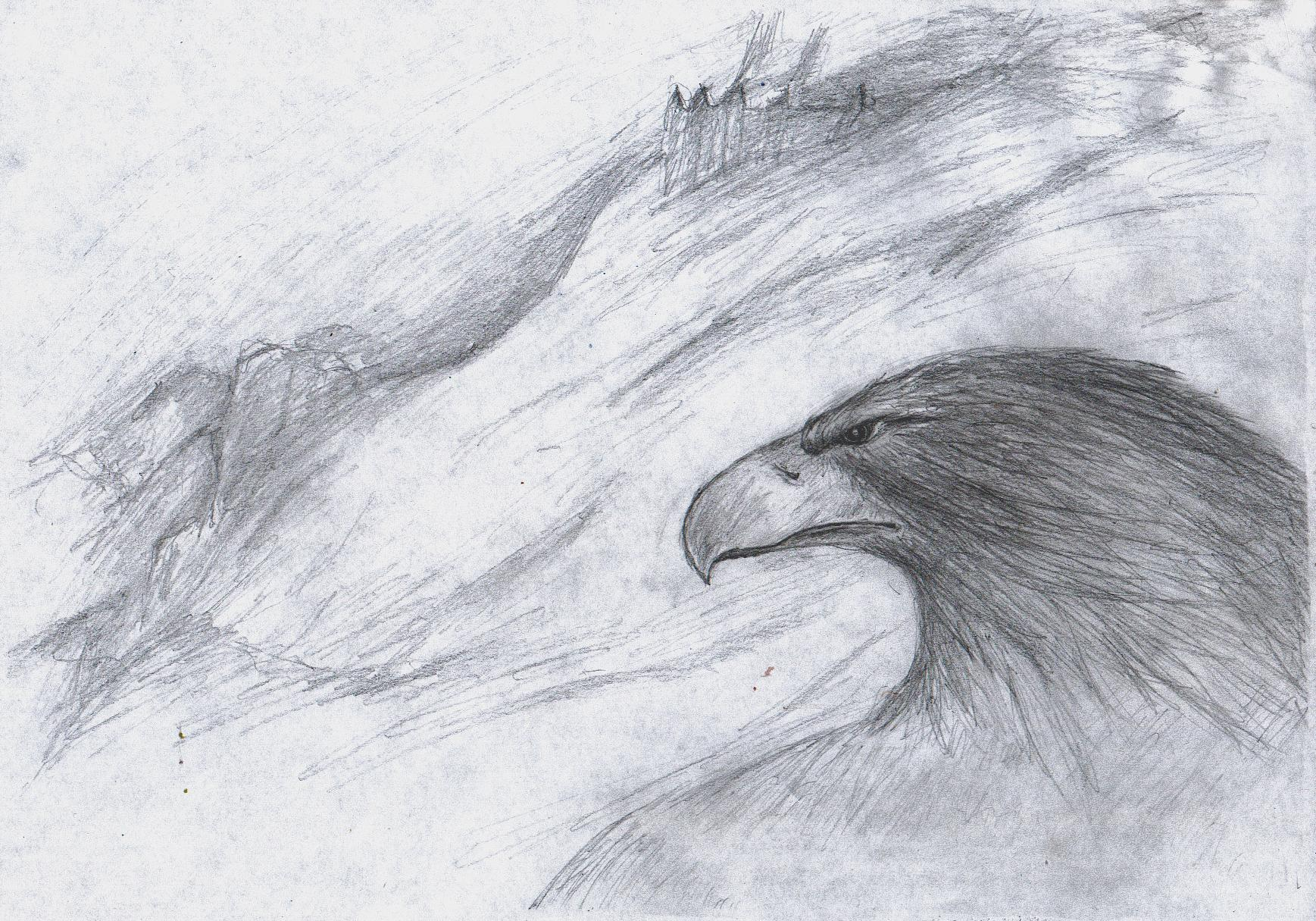
یک نقاشی از گاواهیر

عقاب‌ها در رشته‌افسانه‌های تالکین عبارتند از پرنده‌هایی بزرگ اندام که می‌توانستند سخن بگویند و در سرزمین میانی زندگی می‌کردند.

## ظاهر
در بیشتر داستان‌های تالکین عقاب‌ها برای کمک و امداد غیبی حضور دارند. همان‌طور که انت‌ها وظیفهٔ نگهبانی از گیاهان و درختان را دارند عقاب‌ها هم وظیفهٔ نگهبانی از حیوانات را بردوش دارند.
عقاب‌ها احتمالاً از خانوادهٔ سارگپه ایان بودند و ظاهری شبیه عقاب معمولی داشتند اما بسیار بزرگ‌تر، پهنای بال عقاب‌ها ۵۵ متر است. تفاوت میان عقاب‌های معمولی و عقاب‌های بزرگ در داستان هابیت بیان می‌شود:
عقاب‌ها موجودات مهربانی نیستند، برخی از آنها ترسو و بی رحمند. اما نژاد مربوط به دوران باستان که بومی کوه‌های شمالی بود برترین پرندگان بود، آنها مغرور و نیرومند بودند با روحی آزاده.

## عقاب‌های سرشناس

### توروندور
در سیلماریلیون اشاره می‌شود که مقتدرترین پرندگان در جهان که پهنای بال‌هایش سی فاتوم (۵۴٫۹ متر) است و نوکی از طلا دارد توروندور است که در زبان سینداری به معنی «شاه عقاب‌ها» است هر جایی که عقاب‌ها ظاهر می‌شوند به رهبری او است.
توروندور توانست بر صورت ارباب تاریکی زخم ایجاد کند. گندالف در جایی زخمی که توسط یک تیر بر بدن توروندور ایجاد شده بود را درمان می‌کند و او از این رو به کوتوله‌ها کمک می‌کند و آن‌ها را نجات می‌دهد. همچنین توروندور در جنگ پنج سپاه هم شرکت می‌کند او پس از این لقب شاه پرندگان را دریافت می‌کند و یک تاج طلایی بر سر می‌گذارد.

### گاواهیر
عقابی از کوه‌های مه آلود است که در طول و پیش از جنگ حلقه به گندالف کمک می‌کرد نام او در زبان سینداری به معنی فرمانروای باد است. او از نوادگان توروندور است و از برترین عقاب‌های شمال در دورهٔ سوم. هنگامی که عقاب‌ها باخبر شدند که گالوم از میرک‌وود گریخته است، به پیشنهاد راداگاست، گاواهیر را به آیزنگارد فرستادند تا خبر فرار گالوم را اطلاع دهد، در آنجا گاواهیر دریافت که گندالف در بالای برج زندانی است از این رو او را با خود به ادوراس برد. گاواهیر به دستور گندالف مراقب رود آندوئین بود و اخبار یاران حلقه را به گندالف می‌رساند او یکی از عقاب‌هایی بود که در جنگ حلقه شرکت کرد و پس از فوران کوه نابودی فرودو و سم را نجات داد. زمانی که گالادریل به دنبال گندالف می‌گشت، پس از شکست بالروگ گاواهیر را فرستاد تا او را پیدا کند و او را به لوتلورین ببرد.

### لَندرُوال
او عقاب دیگری است که فرودو و سم را پس از فوران کوه نابودی نجات داد او از نوادگان توروندور و برادر گاواهیر است. لَندرُوال در زبان سانداری به معنی بال-پهن است.

### مِنِلدور
عقاب سومی که برای نجات فرودو و سم پس از فوران کوه نابودی آمد مِنِلدور است مِنِلدور در زبان سینداری یعنی «شاه آسمان». همچنین به او لقب «جوان و تیز» نیز داده شده است.